# Corinna testacea
Corinna testacea is een spinnensoort uit de familie van de loopspinnen (Corinnidae).
De wetenschappelijke naam van de soort werd in 1898 als Hypsinotus testaceus gepubliceerd door Nathan Banks.